# Билинка (хутір)
Билинка — колишній хутір Малинської волості Радомисльського повіту Київської губернії та Пинязевицької сільської ради Малинського району Малинської і Коростенської округ.
У 1923 році хутір включено до складу новоствореної Пинязевицької сільської ради, котра, від 7 березня 1923 року, стала частиною новоутвореного Малинського району Малинської округи. За іншими даними, хутір числиться на обліку в сільській раді з вересня 1924 року.
Знятий з обліку населених пунктів до 17 грудня 1926 року.